# Радиально-базисная функция
Радиальная базисная функция (РБФ) — функция из набора однотипных радиальных функций, используемых как функция активации в одном слое искусственной нейронной сети или как-либо ещё, в зависимости от контекста. Радиальная функция — это любая вещественная функция, значение которой зависит только от расстояния до начала координат {\displaystyle \phi \left(\mathbf {x} \right)=\phi \left(\left\|\mathbf {x} \right\|\right)} или от расстояния между некоторой другой точкой {\displaystyle \mathbf {c} }, называемой центром: {\displaystyle \phi \left(\mathbf {x} ,\mathbf {c} \right)=\phi \left(\left\|\mathbf {x} -\mathbf {c} \right\|\right)}. В качестве нормы обычно выступает евклидово расстояние, хотя можно использовать и другие метрики.
Линейные комбинации радиальных базисных функций также можно использовать для аппроксимации заданной функции. Аппроксимация может быть интерпретирована как простейшая разновидность нейронной сети; именно в этом контексте радиальные базисные функции были впервые определены в работе Дэвида Брумхэда и Дэвид Лоу в 1988 году, основанной на фундаментальной работе Майкла Пауэлла 1977 года.
Радиальные базисные функции также используются в качестве ядра в методе опорных векторов.

## Виды
Часто используемые радиально-базисные функций включают в себя ({\displaystyle r=\left\|\mathbf {x} -\mathbf {x} _{i}\right\|}):
- Функция Гаусса:
{\displaystyle \phi \left(r\right)=e^{-\left(\varepsilon r\right)^{2}}}
- Мультиквадратичная:
{\displaystyle \phi \left(r\right)={\sqrt {1+\left(\varepsilon r\right)^{2}}}}
- Обратная квадратичная:
{\displaystyle {\displaystyle \phi \left(r\right)={\dfrac {1}{1+\left(\varepsilon r\right)^{2}}}}}
- Обратная мультиквадратичная:
{\displaystyle \phi \left(r\right)={\dfrac {1}{\sqrt {1+\left(\varepsilon r\right)^{2}}}}}
- Полигармонический сплайн:
{\displaystyle {\begin{aligned}\phi \left(r\right)&=r^{k},&k&=1,3,5,\dotsc \\\phi \left(r\right)&=r^{k}\ln \left(r\right),&k&=2,4,6,\dotsc \end{aligned}}}
- Тонкий сплайн пластины (специальный полигармонический сплайн):
{\displaystyle \phi \left(r\right)=r^{2}\ln \left(r\right)}

## Приближение

Две ненормализованных гауссовых радиальных базисных функций одной переменной, c центрами в точках и соответственно.

Для аппроксимации функций с помощью радиальных базисных функций обычно берётся их линейная комбинация вида:
{\displaystyle y\left(\mathbf {x} \right)=\sum _{i=1}^{N}w_{i}\,\phi \left(\left\|\mathbf {x} -\mathbf {x} _{i}\right\|\right)},
где в качестве аппроксимирующей функции {\displaystyle y\left(\mathbf {x} \right)} берётся сумма {\displaystyle N} радиальных базисных функций с центрами в точках {\displaystyle \mathbf {x} _{i}} и коэффициентами {\displaystyle w_{i}}. Коэффициенты можно вычислить с помощью метода наименьших квадратов, поскольку аппроксимирующая функция является линейной по отношению к коэффициентам {\displaystyle w_{i}}.
Аппроксимационные схемы такого рода особенно полезны в прогнозировании временных рядов, управлении нелинейных систем, демонстрирующих достаточно простое хаотическое поведение, и 3D-моделировании в компьютерной графике.

## Нейронные сети на основе РБФ
Линейная комбинация:
{\displaystyle y\left(\mathbf {x} \right)=\sum _{i=1}^{N}w_{i}\,\phi \left(\left\|\mathbf {x} -\mathbf {x} _{i}\right\|\right)}
также может быть интерпретирована как простейшая искусственная нейронная сеть с одним слоем, называемая сетью радиально-базисных функций, в которой радиальная базисная функция исполняет роль функции активации. Можно показать, что любая непрерывная функция на компактном интервале в принципе может быть интерполирована с произвольной точностью при достаточно большом {\displaystyle N}.
Аппроксимации {\displaystyle y\left(\mathbf {x} \right)} является дифференцируемой по {\displaystyle w_{i}}. Коэффициенты можно вычислить при помощи любого стандартного итерационного метода для нейронных сетей.
Таким образом, радиальные базисные функции предоставляют собой гибкий инструмент интерполирования при условии, что множество центров более-менее равномерно покрывает область определения искомой функции (в идеале центры должны быть равноудалены от ближайших соседей). Тем не менее, как правило в промежуточных точках аппроксимация достигает высокой точности только если множество радиальных базисных функций дополнено полиномом, ортогональным к каждой из РБФ.